# Viveiro
Viveiro is een gemeente in de Spaanse provincie Lugo in de regio Galicië. Ze beslaat een oppervlakte van 109 km2. In 2012 telde de plaats 16.108 inwoners. De gemeente bestaat onder andere uit de dorpen Galdo, Landrove, Magazos, Verxeilles, San Pedro en Pallaregas. De inwoners zijn van oudsher economisch voornamelijk afhankelijk van de agrarische- en visserijsector, daarnaast is de fabriek Alluminio een belangrijke werkverschaffer.
Ieder dorp kent zijn eigen feest, verder zijn de feesten van Viveiro en Naseiro belangrijk.

## Demografische ontwikkeling

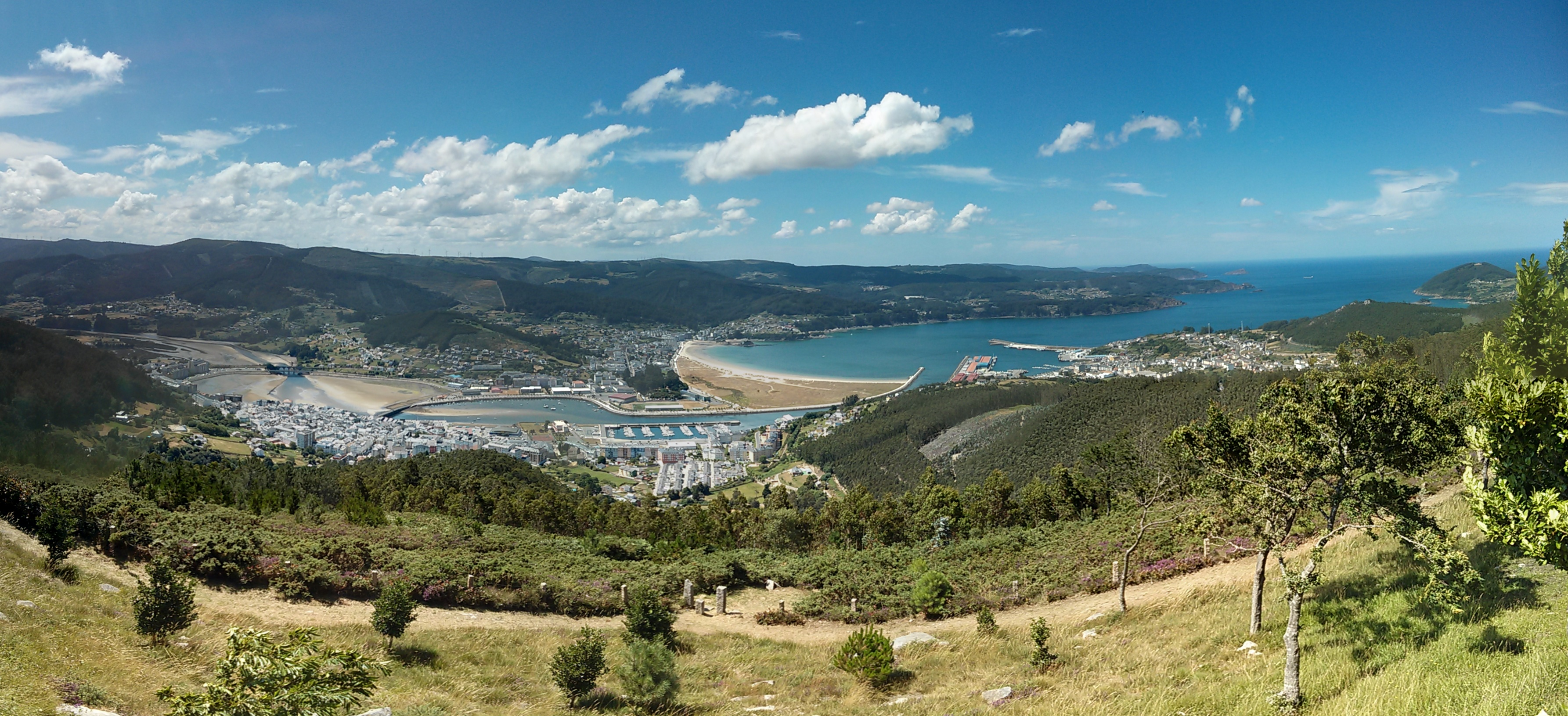
Panorama, Viveiro (2013)

Bron: INE; 1857-2011: volkstellingen

## Geboren in Viveiro
- Adrián Ben (1998), atleet

Abadín · Alfoz · Antas de Ulla · Baleira · Baralla · Barreiros · Becerreá · Begonte · Bóveda · Burela · Carballedo · Castro de Rei · Castroverde · Cervantes · Cervo · Chantada · O Corgo · Cospeito · Folgoso do Courel · A Fonsagrada · Foz · Friol · Guitiriz · Guntín · O Incio · Láncara · Lourenzá · Lugo · Meira · Mondoñedo · Monforte de Lemos · Monterroso · Muras · Navia de Suarna · Negueira de Muñiz · As Nogais · Ourol · Outeiro de Rei · Palas de Rei · Pantón · Paradela · O Páramo · A Pastoriza · Pedrafita do Cebreiro · A Pobra do Brollón · Pol · A Pontenova · Portomarín · Quiroga · Rábade · Ribadeo · Ribas de Sil · Ribeira de Piquín · Riotorto · Samos · Sarria · O Saviñao · Sober · Taboada · Trabada · Triacastela · O Valadouro · O Vicedo · Vilalba · Viveiro · Xermade · Xove